# Perscheloribates latus
Perscheloribates latus är en kvalsterart som först beskrevs av Hammer 1958.  Perscheloribates latus ingår i släktet Perscheloribates och familjen Scheloribatidae. Inga underarter finns listade i Catalogue of Life.